# Kanadai kereszt
A Kanadai kereszt (Canadian Cross of Sacrifice) egy első világháborús emlékmű az Arlingtoni Nemzeti Temetőben.
1925-ben William Lyon Mackenzie King kanadai miniszterelnök javaslatot tett egy emlékmű felállítására azon amerikai állampolgárok előtti tisztelgésül, akik önként csatlakoztak a Kanadai Expedíciós Erőkhöz, majd haltak hősi halált az első világháborúban. Calvin Coolidge elnök támogatta az elképzelést, és 1927. november 11-én, a fegyvernyugvás napján leleplezték az emlékművet.
A 7,3 méter magas szürke gránitkeresztet Reginald Blomfield építész tervezte. A keresztre egy bronzkardot helyeztek. Az áldozati kereszt (Cross of Sacrifice) szinte minden nemzetközösségi temetőben megtalálható, ahol legalább negyven katona nyugszik. Az emlékművön a következő szöveg olvasható: Állította Kanada kormánya a Nagy Háborúban, 1914-1918-ban a kanadai hadseregben szolgáló, és életüket adó amerikai polgárok tiszteletére. Később hasonló, a második világháborúra és a koreai háborúra utaló felirat került az emlékműre. A kereszt az emlékamfiteátrumtól északnyugatra áll.
Mielőtt 1917 áprilisában az Amerikai Egyesült Államok belépett az első világháborúba, negyvenezer amerikai lakos, köztük 35 ezer amerikai állampolgár jelentkezett szolgálatra a kanadai hadseregbe.